# 約翰·卡倫
約翰·卡倫（英語：John Callen，1946年11月4日—）是英裔紐西蘭演員，最著名的角色是在《哈比人》中飾演矮人歐音。

## 生平
約翰·卡倫出生於英國倫敦東南部，16歲時隨家人移居紐西蘭。在青少年時期成為戲劇演員，陸續參演多部舞台劇、廣播、電視、電影和電視廣告，包括執導或演出超過100齣的舞台劇作品。亦先後在一百五十多部紀錄片中擔任旁白。他也是紐西蘭戲劇學院、紐西蘭理工學院及奧克蘭大學的講師。
1993年，在電影《絕地悍將》中飾演紐西蘭總理戴維·朗伊一角。2012至2014年間，在彼得·傑克森執導的《哈比人》系列中飾演矮人葛羅音的兄弟歐音，該角色也是《魔戒》中金靂的叔叔。

## 部分作品
- 1993年 《絕地悍將（英语：The Rainbow Warrior (film)）》 飾 戴維·朗伊
- 2012年 《哈比人：意外旅程》 飾 歐音
- 2013年《哈比人：荒谷惡龍》 飾 歐音
- 2014年《哈比人：五軍之戰》 飾 歐音

## 外部連結
- 約翰·卡倫的Facebook專頁
- 約翰·卡倫在互联网电影资料库（IMDb）上的資料（英文）
- 約翰·卡倫在时光网上的簡介（简体中文）